# Marlen Haushofer

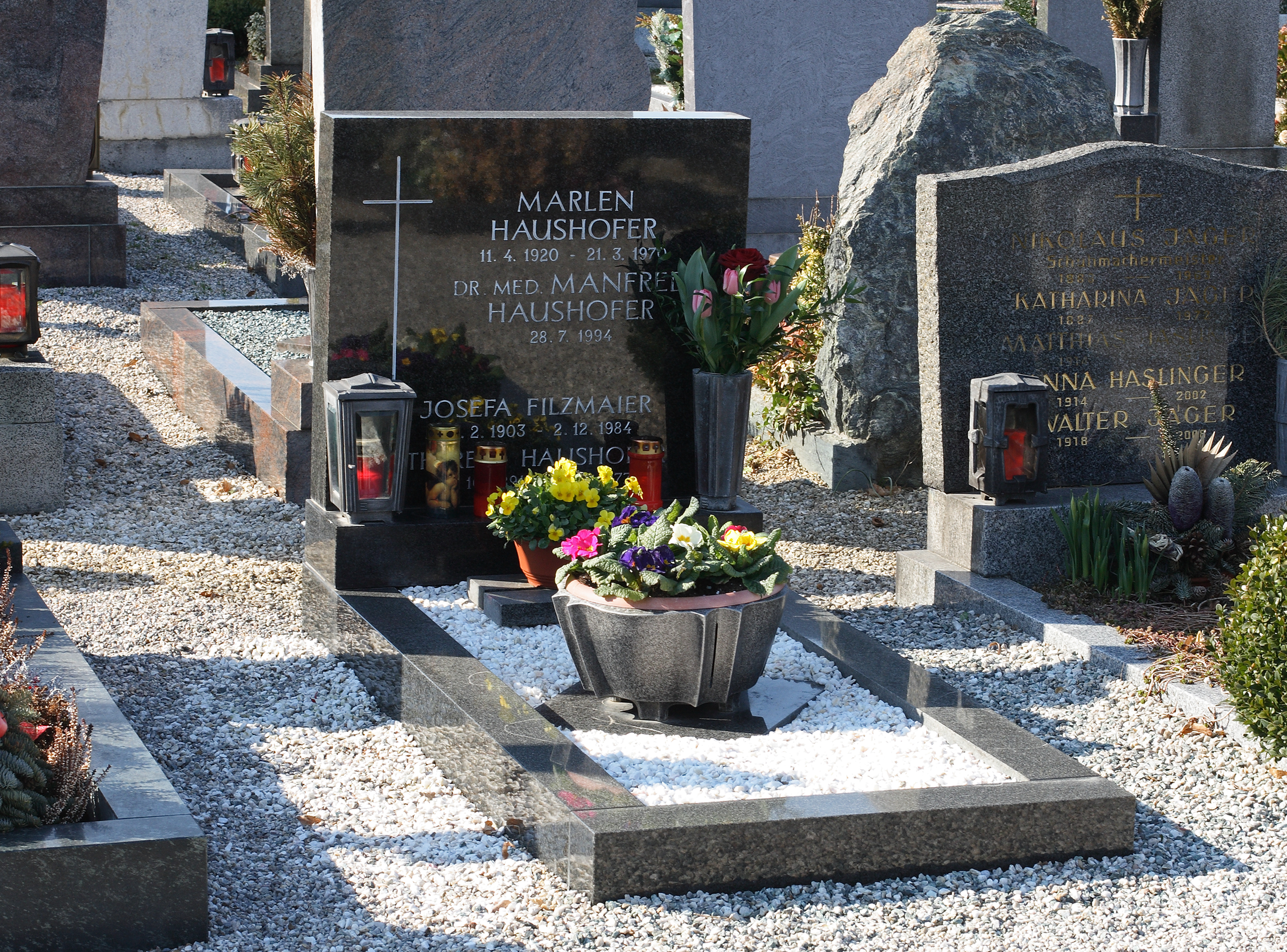
Graf van Marlen Haushofer

Marlen Haushofer (Frauenstein, 11 april 1920 – Wenen, 21 maart 1970) was een Oostenrijks schrijfster. Tijdens haar leven schreef ze diverse verhalen, novellen, romans en kinderboeken. Haushofers roman Die Wand (De wand) (1963) is haar bekendste werk.

## Leven
Haushofer werd als Marie Helene Frauendorfer geboren op 11 april 1920 in het Oostenrijkse dorp Frauenstein. Haar vader was boswachter, haar moeder zorgde voor het gezin. Samen met haar vier jaar jongere broer Rudolf groeide Haushofer op in een idyllische, landelijke omgeving. Ze was fantasierijk en weetgierig, en kon reeds lezen voordat ze naar de lagere school ging. Daar blonk ze uit in het schrijven van opstellen. In de autobiografische roman Himmel, der nirgendwo endet (1966) beschrijft Haushofer ervaringen uit haar jeugd op gedetailleerde wijze.
Vanaf haar 10e ging Haushofer naar een internaat in Linz, alwaar ze grote moeite had zich aan te passen aan het onvrije en kille leven, ver van thuis. Zozeer zelfs, dat ze ten prooi viel aan depressieve en lichamelijke klachten. Een longontsteking op haar 14e werd haar bijna fataal. Hoewel haar schooltijd hierdoor een jaar werd onderbroken, voelde ze zich niettemin verplicht zich te schikken in de wens van haar ouders en leraren. In 1938 sloot ze haar schoolopleiding succesvol af, waarna ze enige tijd via de Reichsarbeitsdienst in Duitsland op het land en in het huishouden werkte.
Begin 1940 begon Haushofer germanistiek en kunstgeschiedenis te studeren aan de universiteit van Wenen, maar na het zomersemester in 1941 stopte ze hiermee. Uit een relatie met een student geneeskunde kwam in juli 1941 haar zoon Christian ter wereld. Deze groeide de eerste vier jaar van zijn leven op in Beieren bij de moeder van een vriendin van Haushofer.
In november 1941 trouwde ze met Manfred Haushofer, die ze reeds voor de geboorte van zoon Christian had leren kennen. Uit dit huwelijk kwam in maart 1943 een zoon, Manfred, voort. In de winter van dat jaar verhuisde het echtpaar met kind naar Graz, waar Haushofer en haar man hun studies voortzetten aan de universiteit aldaar. Haar oudste zoon Christian werd in het gezin opgenomen. In 1947 opende haar man een tandartspraktijk in Graz, waarin Haushofer als assistente werkzaam was. Dat ze vanwege haar gezin weinig tijd had om te schrijven, viel haar zwaar. In 1950 kwam het tot echtscheiding, wat Haushofer in depressie stortte. Acht jaar later zou ze echter voor de tweede keer met Manfred Haushofer in het huwelijk treden. Eind jaren zestig ging haar gezondheid achteruit. Uiteindelijk stierf ze op 49-jarige leeftijd aan botkanker.

## Werk
Haushofer schreef vanaf haar 8e tot haar 19e verhalen, gedichten en romanhoofdstukken, maar zonder de bedoeling om te publiceren. Tijdens de oorlog schreef ze niets. Pas toen de oorlog voorbij was, begon ze weer met schrijven, ditmaal met de ambitie om haar werk ter publicatie aan te bieden. Vanaf 1946 publiceerde ze stukken in Oostenrijkse kranten, week- en maandbladen. Vijf jaar later, in 1951, verscheen haar eerste boek, de novelle Das fünfte Jahr. In 1954 verscheen haar eerste roman Eine Handvoll Leben, waarmee ze in Duitstalige landen aanmerkelijk succes oogstte. Haushofers echte doorbraak kwam echter in 1963 met de roman Die Wand (De wand), waarvoor ze de Arthur Schnitzler-prijs kreeg toegekend. Dit boek, over een vrouw die door een doorzichtige wand radicaal wordt geïsoleerd van alle beschaving en zichzelf eenzaam en autonoom moet zien te redden, is in 2012 verfilmd.
Met Ingeborg Bachmann en Elfriede Jelinek behoort Marlen Haushofer tot de bekendste Oostenrijkse schrijfsters. Voor haar werk heeft ze enkele onderscheidingen en prijzen mogen ontvangen. Behalve de hierboven genoemde Arthur Schnitzler-prijs is de belangrijkste daarvan de Staatlicher Förderungspreis für Literatur, die zij in 1953 en in 1968 ontving. Voorts is haar naam verbonden aan de Marlen Haushofer Literaturpreis van de Oostenrijkse stad Steyr.
In Nederland is Marlen Haushofer relatief onbekend. De laatste jaren zijn echter nieuwe vertalingen van enkele van haar boeken verschenen.